# Lucas Sanabria Magolé
Lucas Agustín Sanabria Magolé (Florida, 26 de diciembre de 2003) es un futbolista uruguayo. Juega de pivote y su equipo actual es Los Angeles Galaxy de la Major League Soccer.

## Trayectoria
Se unió al Club Nacional de Football en el año 2021, se incorporó a las divisiones juveniles de los tricolores.
Debutó como profesional el 6 de febrero de 2024, el entrenador Álvaro Recoba lo colocó de titular para enfrentar a Liverpool en octavos de final de la Copa Uruguay 2023 pero perdieron 2-1 en el Estadio Belvedere. Disputó su primer encuentro oficial con 20 años y la camiseta número 26.
En el campeonato local, tuvo su primera participación en la fecha 1 del Torneo Apertura 2024, fue titular contra River Plate en el Gran Parque Central y ganaron 2-1. Fue seleccionado el mejor jugador del partido y Ovación lo incluyó en el equipo ideal de la fecha.
A nivel internacional, debutó el 21 de febrero en el partido de ida de la fase 2 de Copa Libertadores 2024, jugó desde el comienzo contra Puerto Cabello en Venezuela, al minuto 11 tras una jugada colectiva de pases rápidos, recibió el balón en el área rival tras un taquito de su compañero Mauricio Pereyra, avanzó, enganchó el balón y dejó atrás un defensa, de inmediato con un zurdazo vulneró la portería rival y abrió el marcador, el partido culminó 0-2 a favor de los tricolores.
En su primer año como profesional totalizó 46 partidos jugados, colaboró con 5 goles y 4 asistencias, Nacional ganó el Torneo Intermedio 2024. Lucas fue nominado como uno de los mejores jugadores del año por la AUF, pero no integró el equipo ideal, ganó el premio al mejor debutante de la temporada.
El 30 de enero de 2025 fue anunciado su fichaje por Los Angeles Galaxy a cambio de 5 millones de dólares más variables. Fue presentado oficialmente por su nuevo club el 8 de febrero, con la camiseta número 8.

## Selección nacional
Lucas ha sido parte de la selección de Uruguay. En octubre de 2024 fue convocado por primera vez por el entrenador Marcelo Bielsa, formó parte de los entrenamientos pero no integró el banco de suplentes en las fechas FIFA del mes.

## Estadísticas
Actualizado al último partido citado el 19 de julio de 2025.
| Club                              | Div.          | Temporada     | Liga  | Liga  | Liga   | Copas nacionales | Copas nacionales | Copas nacionales | Copas internacionales | Copas internacionales | Copas internacionales | Total | Total | Total  |
| Club                              | Div.          | Temporada     | Part. | Goles | Asist. | Part.            | Goles            | Asist.           | Part.                 | Goles                 | Asist.                | Part. | Goles | Asist. |
| --------------------------------- | ------------- | ------------- | ----- | ----- | ------ | ---------------- | ---------------- | ---------------- | --------------------- | --------------------- | --------------------- | ----- | ----- | ------ |
| C. Nacional de F. · Uruguay       | 1.ª           | 2023          | -     | -     | -      | 1                | 0                | 0                | -                     | -                     | -                     | 1     | 0     | 0      |
| C. Nacional de F. · Uruguay       | 1.ª           | 2024          | 30    | 2     | 4      | 4                | 2                | 0                | 11                    | 1                     | 0                     | 45    | 5     | 4      |
| C. Nacional de F. · Uruguay       | Total club    | Total club    | 30    | 2     | 4      | 5                | 2                | 0                | 11                    | 1                     | 0                     | 46    | 5     | 4      |
| Los Angeles Galaxy Estados Unidos | 1.ª           | 2025          | 18    | 1     | 0      | -                | -                | -                | 0                     | 0                     | 0                     | 18    | 1     | 0      |
| Los Angeles Galaxy Estados Unidos | Total club    | Total club    | 18    | 1     | 0      | 0                | 0                | 0                | 0                     | 0                     | 0                     | 18    | 1     | 0      |
| Total carrera                     | Total carrera | Total carrera | 48    | 3     | 4      | 5                | 2                | 0                | 11                    | 1                     | 0                     | 64    | 6     | 4      |
| 1. 2.                             |               |               |       |       |        |                  |                  |                  |                       |                       |                       |       |       |        |

## Palmarés

### Títulos nacionales
| Título            | Club              | País    | Año  |
| ----------------- | ----------------- | ------- | ---- |
| Torneo Intermedio | C. Nacional de F. | Uruguay | 2024 |

### Distinciones individuales
| Distinción                                              | Año  |
| ------------------------------------------------------- | ---- |
| Premios AUF - Parte del equipo ideal del año (nominado) | 2024 |
| Premios AUF - Mejor debutante del año                   | 2024 |